# Srakar
Srakar je priimek več znanih Slovencev:
- Andrej Srakar (*1975), ekonomist kulture, matematični statistik
- David Srakar, psihoterapevt - logoterapevt, magister uporabnih budističnih ved
- Franc Srakar (1912-1999), atlet in športni delavec, atletski sodnik (računovodski strokovnjak)
- Franc Srakar (1930-1997), zdravnik ortoped, prof. MF; alpinist, gorski reševalec
- Nasta Mihevc Srakar (1930-2012), zdravnica pedatrinja?-onkologinja
- Peter Srakar (193?-1990), prevajalec